# Патсојоки
Патсојоки (рус. Патсойоки; Паз; фин. Paatsjoki; норв. Pasvikelva) река је која протиче кроз три државе (Финску, Русију и Норвешку) на крајњем северу Европе.
Свој ток започиње као отока великог језера Инари у северном финском округу Лапонија, углавном тече у смеру севера протичући кроз руску Мурманску област (Печеншки рејон), а потом и кроз норвешки Финмарк где и завршава свој ток у Варангер фјорду (залив Баренцовог мора) недалеко од града Ћирћенеса. Укупна дужина водотока је 117 km (по неким изворима 145 km), површина сливног подручја је 18.344 km², а просечан проток код Борисоглебске ХЕ на 5,5 km узводно од ушћа је 177,41 m³⁄с. Најважнија притока је река Наутсијоки коју прима у средњем делу тока као десну притоку.
Протиче кроз бројна језера образујући тако доста широку долину, а захваљујући великом хидроенергетском потенцијалу који има на њој је саграђен систем од 7 хидроелектрана. Река Патсојоки је такође веома богата лососом те изловљавање ове рибље врсте представља значајан извор прихода локалног становништва.
Средином реке иде највећи део државне границе између Русије и Норвешке, а све до 1826. целокупна руско-норвешка граница ишла је средином ове реке. Уз средњи део тока реке Патсајоки простире се и строго заштићени резерват природе Пасвик који се налази под заштитом Русије и Норвешке.